# Ith (Naturschutzgebiet)
Der Ith [iːt] ist ein Naturschutzgebiet auf dem Mittelgebirgszug Ith in Niedersachsen. Das Gebiet steht seit dem 31. Januar 2008 unter Naturschutz. Zuständige untere Naturschutzbehörden sind die Landkreise Hameln-Pyrmont und Holzminden.

## Lage

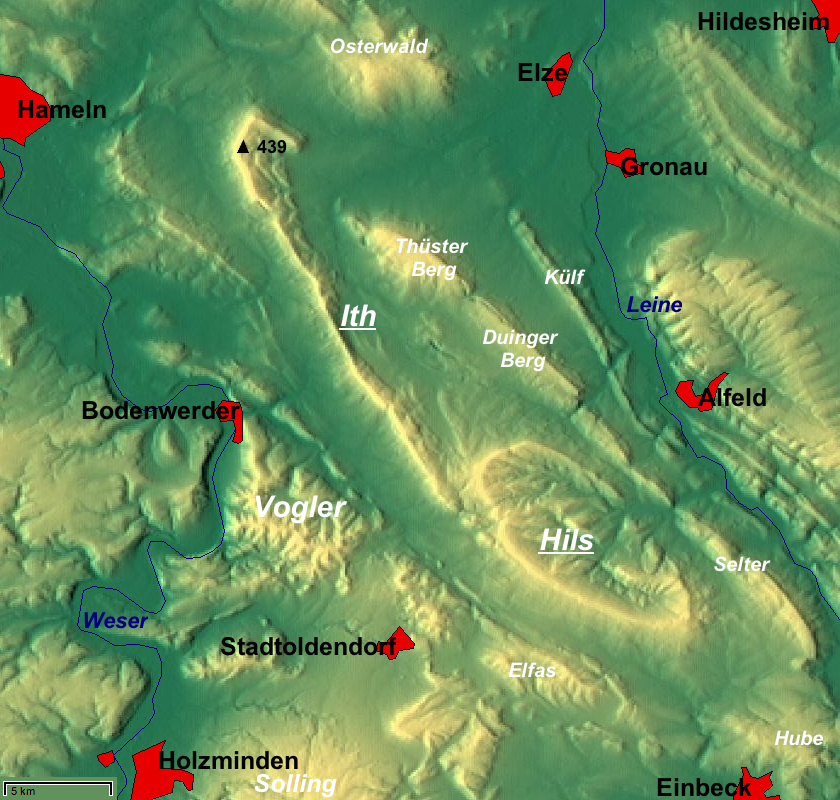
Lage des Ith im niedersächsischen Bergland

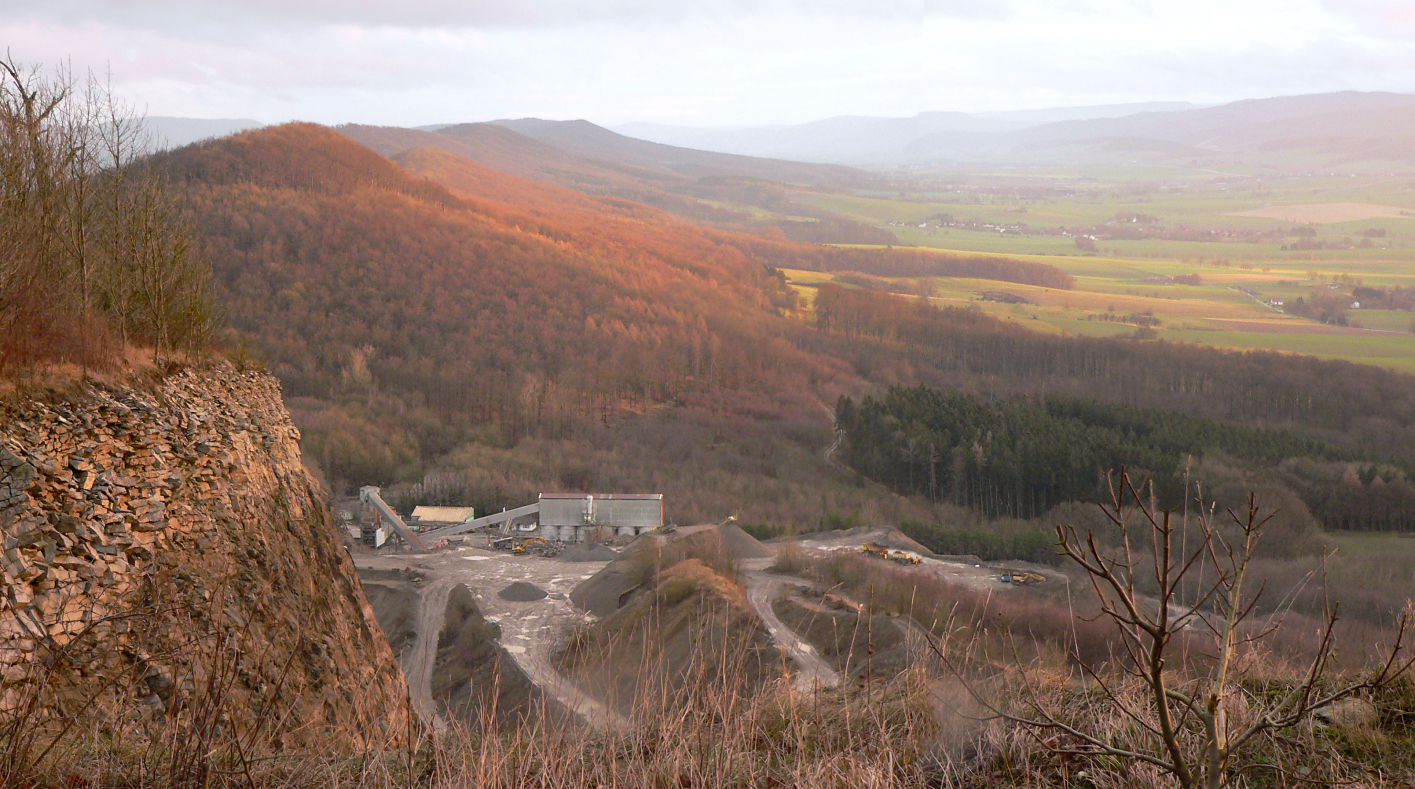
Blick nach Südosten zum bewaldeten Ithkamm, helles Kalkgestein und Steinbruch am Lauensteiner Pass im Vordergrund

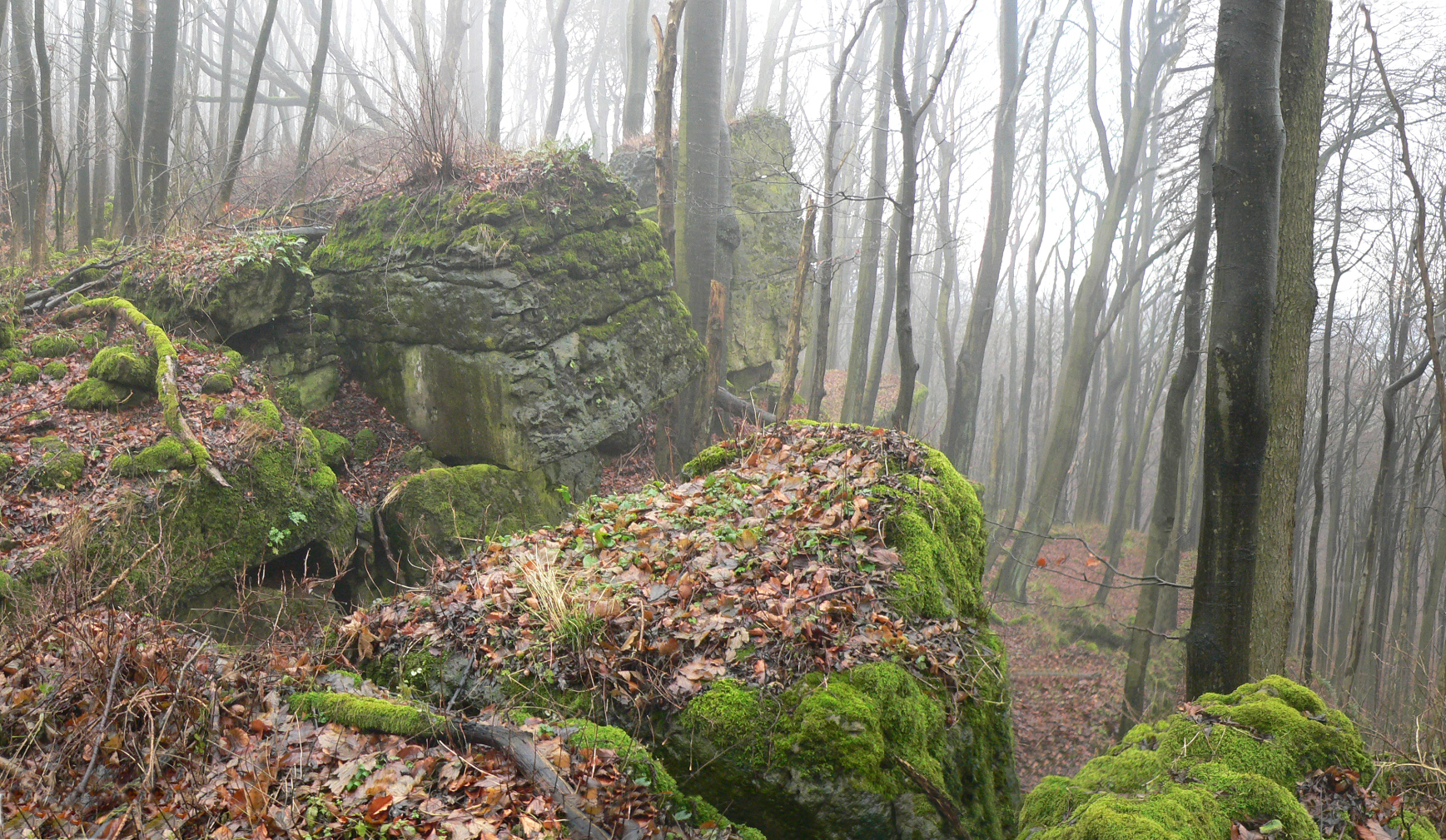
Klippen im Ith

Das Naturschutzgebiet liegt auf dem Gebiet des Flecken Coppenbrügge in der Gemeinde Salzhemmendorf im Landkreis Hameln-Pyrmont und in der Gemeinde Halle in der Samtgemeinde Bodenwerder-Polle sowie in den Gemeinden Dielmissen, Lüerdissen und Holzen sowie der Kleinstadt Eschershausen in der Samtgemeinde Eschershausen-Stadtoldendorf im Landkreis Holzminden.
Das Naturschutzgebiet mit dem Kennzeichen NSG HA 214 ist 2.715 Hektar groß. Davon entfallen 1.962,2 Hektar auf den Landkreis Hameln-Pyrmont und 752,8 Hektar auf den Landkreis Holzminden. Das Naturschutzgebiet ist vollständig Bestandteil des FFH-Gebietes „Ith“. Ein 377 Hektar großer Bereich im Süden des Naturschutzgebietes ist gleichzeitig Bestandteil des EU-Vogelschutzgebietes „Sollingvorland“. Im Süden ist das nördlich von Lüerdissen liegende, 1986 ausgewiesene und 13,7 Hektar große Naturwaldreservat „Mittlere Ith“ Bestandteil des Naturschutzgebietes.
Das Naturschutzgebiet „Ith“ umschließt das Naturschutzgebiet „Naturwald Saubrink/Oberberg“ im Norden nahezu vollständig. Im Süden grenzt es an das Naturschutzgebiet „Ithwiesen“. Weitere Naturschutzgebiete am Ith sind die Naturschutzgebiete „Im Heidsieke“, „Sollberg“ und „Pöttcher Grund“.

## Beschreibung
Das Naturschutzgebiet liegt vollständig auf dem Mittelgebirgszug Ith als Teil des Alfelder Berglandes. Der im Landkreis Hameln-Pyrmont liegende Teil des Naturschutzgebietes liegt innerhalb des Naturparks Weserbergland Schaumburg-Hameln.
Das Naturschutzgebiet erstreckt sich auf einer Länge von rund 22 Kilometern und stellt die höheren Lagen einschließlich der Kammlagen des Ith unter Schutz, welche von einem der größten Kalkbuchen- und Schluchtwaldgebiete in Niedersachsen eingenommen werden. Die Buchenwälder im Naturschutzgebiet sind insbesondere als Waldmeister-Buchenwald, aber auch als Orchideen-Buchenwald ausgeprägt. Sie stellen sich überwiegend als naturnahe Waldgesellschaften dar. Daneben sind Schlucht- und Hangmischwälder zu finden. Kleinflächig kommen auch standortfremde Nadel- und Laubbaumaufforstungen vor.
Innerhalb des Naturschutzgebietes gibt es zahlreiche Quellbereiche und Bachtäler. Daneben sind Fels- und Gesteinsbiotope, insbesondere im Kammbereich des Ith, in dem sich zahlreiche Klippenbereiche befinden, sowie Bereiche mit wenig Vegetation zu finden. Vereinzelt kommen Grünlandbereiche vor.
Die Wälder werden überwiegend als Wirtschafts- bzw. Naturwirtschaftswald genutzt. Der Naturwald „Mittlerer Ith“ wird nicht genutzt und seiner natürlichen Entwicklung überlassen. Die naturfernen Nadelwaldbereiche sollen langfristig zu natürlich vorkommenden Waldgesellschaften entwickelt werden. Die Wälder im Ith zeichnen sich durch einen hohen Alt- und Totholzanteil mit Horst- und Höhlenbäumen aus.
Das Naturschutzgebiet ist Lebensraum zahlreicher Tierarten, darunter der gemäß Fauna-Flora-Habitat-Richtlinie wertbestimmenden Arten Wildkatze, Großes Mausohr, Uhu, Rotmilan, Grauspecht und Schwarzstorch. In den Wäldern sind zahlreiche Orchideen zu finden. Weiterhin kommen Blaugräser und verschiedene Flechten vor. Im Frühjahr blühen im Norden des Ith Lerchensporn und Anemonen.
Teile des Naturschutzgebietes werden touristisch und als Naherholungsgebiet genutzt. Das Gebiet durchqueren zahlreiche Wanderwege, darunter auch ein Abschnitt des Ith-Hils-Weges. Einige Felsbereiche sind zum Klettern freigegeben.

## Geschichte
Versuche, den Ith unter Naturschutz zu stellen, gab es bereits in der ersten Hälfte des 20. Jahrhunderts. So hatte sich bereits 1905 Ernst Rudorff für die Unterschutzstellung von Teilen des Nordith eingesetzt. Seine Tochter Elisabeth Rudorff führte die Versuche fort und stellte seit den 1920er Jahren immer wieder entsprechende Anträge. 1939 wurden schließlich wesentliche Teile des Ith bei Lauenstein als Landschaftsschutzgebiet ausgewiesen. 1948 stellte Elisabeth Rudorff beim Landkreis Hameln-Pyrmont einen weiteren Antrag, Teile des Ith unter Naturschutz zu stellen. Für diesen gab es zwar Befürworter, er wurde jedoch 1955 nach intensiven Verhandlungen abgelehnt.
In den 1970er Jahren sprach sich die niedersächsische Landesregierung für den Schutz des Gebirges aus. Grund hierfür war der Abbau von Kalkstein zwischen den Ortschaften Lauenstein und Harderode, welcher letztlich zum Durchbruch durch den Kamm des Gebirges in diesem Bereich hätte führen können.
Zu Beginn der 1980er Jahre plante die damalige Bezirksregierung Hannover die Unterschutzstellung des Ith. Kontroverse Nutzungsansprüche verhinderten aber eine Einigung, so dass diese Planungen rund 20 Jahre später wieder aufgegeben wurden. Nachdem im Juni 2000 der Ith als FFH-Gebiet an die EU gemeldet und von dieser im Dezember 2004 anerkannt worden war, ergaben sich veränderte Rahmenbedingungen, welche schließlich die Sicherung als Naturschutzgebiet möglich machten.